# Swjatlana Bahinskaja
Swjatlana Leanidauna Bahinskaja (belarussisch Святлана Леанідаўна Багінская, russisch Светлана Леонидовна Богинская ‚Swetlana Leonidowna Boginskaja‘; * 9. Februar 1973 in Minsk) ist eine ehemalige sowjetische bzw. belarussische Kunstturnerin. Der dreifachen Olympiasiegerin und fünffachen Weltmeisterin gelang es 1990 bei den Europameisterschaften in Brüssel, alle fünf Einzelwettkämpfe für sich zu entscheiden. Die mit 1,61 Meter für eine Kunstturnerin ungewöhnlich große Bahinskaja beeindruckte während ihrer Karriere vor allem durch Eleganz und weibliche Ausstrahlung. Bahinskaja gehört zu den wenigen Kunstturnerinnen, die an drei Olympischen Spielen teilgenommen haben.

## Leben und Karriere

### Sportliche Karriere
Bahinskaja begann im Alter von sechs Jahren mit dem Kunstturnen. Mit 10 Jahren wurde sie in das sowjetische Round Lake Trainingszentrum für Kunstturner in der Nähe von Moskau aufgenommen. Ihre ersten internationalen Medaillen gewann sie bei den Juniorenweltmeisterschaften 1986 in Karlsruhe. Dort gewann sie die Goldmedaille im Mehrkampfwettbewerb und am Schwebebalken und die Silbermedaille im Sprung und am Stufenbarren. Schon ein Jahr später wurde sie Mitglied der sowjetischen Senioren-Nationalmannschaft. Bei ihrer ersten Turn-Weltmeisterschaften 1987 im niederländischen Rotterdam gewann sie mit dem sowjetischen Team die Silbermedaille im Mannschaftsmehrkampf hinter den rumänischen Turnerinnen und die Bronzemedaille am Schwebebalken.
Bahinskaja gelang es bei den Olympischen Sommerspielen 1988, in den Zweikampf der zur damaligen Zeit besten Turnerinnen Daniela Silivaș und Jelena Schuschunowa einzugreifen. Im Mehrkampf gewann sie hinter Schuschunowa und Silivaș die Bronzemedaille, im Mannschaftsmehrkampf gewann sie mit dem sowjetischen Team um Schuschunowa die Goldmedaille, im Bodenturnen gewann sie die Silbermedaille hinter Silivaș und sie siegte überraschend im Sprung deutlich vor den Rumäninnen Gabriela Potorac und Daniela Silivaș. Diesen Triumph konnte Bahinskaja allerdings nur kurz genießen. Drei Tage nach den Olympischen Spielen beging ihre langjährige Trainerin Ljubow Miromanova völlig unerwartet Selbstmord. Miromanova, die keine Erklärung für ihren Selbstmord hinterlassen hatte, war für Bahinskaja mehr als nur eine Trainerin. Für die junge Sportlerin war der Verlust ihrer wichtigsten Bezugsperson nur schwer zu verkraften. Sie verlor die Motivation und hörte auf zu trainieren. Den sowjetischen Trainern gelang es Bahinskaja zum Weitermachen zu bewegen.
Mit ihrer neuen Trainerin Ludmilla Popkovich begann Bahinskaja sich auf die Turn-Weltmeisterschaften 1989 in Stuttgart vorzubereiten. Mit Siegen im Einzelmehrkampf, im Mannschaftsmehrkampf und am Boden wurde sie die erfolgreichste Turnerin dieser Weltmeisterschaften. Später sagte Bahinskaja, dass sie nach dem Gewinn des Titels im Einzelmehrkampf das Gefühl hatte, den Titel sowohl für ihre verstorbene Trainerin Ljubow Miromanova als auch ihretwegen gewonnen zu haben. Im selben Jahr gewann sie auch bei den Turn-Europameisterschaften in Brüssel die Goldmedaille im Einzelmehrkampf, am Boden und am Sprung. Am Schwebebalken und am Stufenbarren verfehlte sie als Vierte jeweils knapp die Medaillenränge. Ein Jahr später gelang Bahinskaja ein Triumph, der nur wenigen Turnern bisher gelang. Sie gewann bei den Turn-Europameisterschaften in Athen alle zu vergebenden Titel. Sie siegte sowohl im Einzelwettkampf als auch an allen vier Geräten (ein Mannschaftswettbewerb wurde nicht ausgetragen). Bei den Goodwill Games 1990 in Seattle gewann sie des Weiteren Gold mit der Mannschaft, Silber im Einzelmehrkampf, Gold am Boden und Bronze im Sprung.
Bahinskaja konnte bei den Turn-Weltmeisterschaften 1991 im amerikanischen Indianapolis den Titel im Einzelmehrkampf nicht verteidigen. Hinter der Amerikanerin Kim Zmeskal gewann sie die Silbermedaille. Am Schwebebalken gewann sie allerdings ebenso wie mit der sowjetischen Mannschaft die Goldmedaille. Während Zmeskal bei den Turn-Weltmeisterschaften 1992 in Paris, bei denen keine Mehrkampfwettbewerbe ausgetragen wurden, die Titel am Boden und am Schwebebalken gewinnen konnte, konnte Bahinskaja nur die Silbermedaille im Sprung erringen. Zu der Zeit als kleine, kraftvolle, junge Sportlerinnen den Turnsport bestimmten, gelang es der großgewachsenen, eleganten Turnerin nur noch selten siegreich zu sein. So gewann sie bei den Olympischen Sommerspielen 1992 in Barcelona zwar noch die Goldmedaille mit der Mannschaft der Gemeinschaft unabhängiger Staaten, konnte aber in allen Einzelwettbewerben keine Medaille erringen. Im Sprung verpasste sie als Vierte knapp das Podest und im Einzelmehrkampf und am Schwebebalken belegte sie jeweils den fünften Platz. Nach den Olympischen Spielen erklärte die damals 19-jährige Sportlerin ihren Rücktritt vom aktiven Turnsport.
Nachdem Bahinskaja mehrere Jahre ihr Geld mit Show-Turnveranstaltungen verdient hatte, entschied sie sich 1995 zu einem Comeback. Sie ging in die USA und begann in Houston unter dem erfolgreichen rumänischen Turntrainer Béla Károlyi zu trainieren. Zu ihrer Trainingsgruppe gehörte unter anderem auch die spätere Olympiasiegerin Dominique Moceanu. Bei ihrer ersten internationalen Meisterschaft nach ihrer Rückkehr in den Leistungssport, den Turn-Weltmeisterschaften 1995, belegte sie mit dem belarussischen Team den achten Platz im Mannschaftswettbewerb und den 16. Platz im Einzelmehrkampf. Aber schon im darauffolgenden Jahr gelang ihr bei den Turn-Europameisterschaften ein Sensationserfolg. Hinter der Ukrainerin Lilija Podkopajewa gewann die 23-jährige Belarussin die Silbermedaille im Einzelmehrkampf. Mit dieser Leistung führte sie das belarussische Team auf einen guten vierten Platz. Des Weiteren konnte sie sich für alle Gerätefinals qualifizieren. Am Schwebebalken verpasste sie als Vierte ebenfalls knapp eine Medaille. An den anderen Geräten wurde sie jeweils Sechste. Bei den Olympischen Sommerspielen 1996 in Atlanta konnte sie diese Leistung allerdings nicht bestätigen. Im Einzelmehrkampf belegte sie die 14. Platz und mit dem belarussischen Team den sechsten Platz. Nur im Sprung erreichte sie das Finale, das sie mit dem fünften Platz beendete. Nach ihren dritten Olympischen Spielen beendete Bahinskaja endgültig ihre sportliche Karriere.
2005 wurde Bahinskaja in die International Gymnastics Hall of Fame aufgenommen.

### Leben nach der sportlichen Karriere
Die mit einem US-Amerikaner verheiratete Mutter eines Sohnes und einer Tochter ist Besitzerin von zwei Unternehmen in Houston. Sie betreibt zum einen ein Geschäft für Turn-Ausrüstung und ist des Weiteren Inhaberin des Olympia Gymnastics Camp. Dort veranstaltet sie Trainingslager für junge Turner, an denen sie neben anderen ehemaligen erfolgreichen Turnerinnen selbst als Trainerin teilnimmt.